# Вестарктика
Вестарктика (англ. Westarctica), полное официальное название Великое герцогство Вестарктика (англ. Grand Duchy of Westarctica), впоследствии — протекторат Вестарктика (англ. Protectorate of Westarctica), сейчас — Westarctica Incorporated — первое виртуальное государство на территории Антарктиды. Основано 2 ноября 2001 года Тревисом Макгенри. Расположено в Западной Антарктиде на земле Мэри Бэрд. Состоит в Антарктическом Союзе Микрогосударств (англ. Antarctic Micronational Union, AMU).  

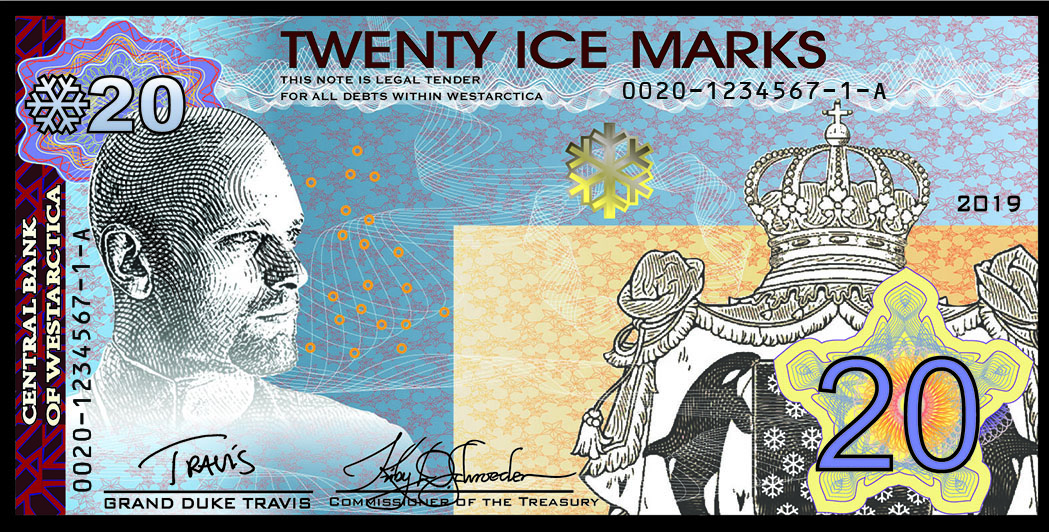
Деньги Вестарктики

## История
Причиной появления виртуального государства «Вестарктика» стало обнаружение бывшим американским морским пехотинцем Трэвисом Макгенри того факта, что на землю Мэри Бэрд не претендует ни одно из государств мира. Трэвис Макгенри решил воспользоваться ситуацией и объявить на этой «ничейной земле» своё государство. «Когда я обнаружил, что на часть Антарктиды не претендует ни одно государство, я был очень вдохновлён этим фактом», — заявил Трэвис Макгенри в интервью Гаарец — «я решил использовать своё воображение и проверить, смогу ли я превратить Вестарктику в законную страну». Договор об Антарктике запрещает претензии любых государств на этот ледяной континент, однако по мнению Трэвиса Макгенри в нём содержится важная лазейка: не существует запрета на претензии индивидуальных лиц. Сам Трэвис Макгенри работает кадровым рекрутером в медиакомпании и живёт в Западном Голливуде (по другим данным в городе Бербанк) штата Калифорния.
Трэвис Макгенри направил письмо-претензию о создании виртуального государства правительствам Франции, России, Норвегии, Новой Зеландии, Аргентины, Чили, Австралии, Китая, Великобритании и США. В письме-претензии Макгенри заявлял, что, тщательно изучив Антарктиду, он пришёл к выводу, что континент обладает большим потенциалом как для желающих остаться в одиночестве, так и для исследователей прошлого. Территорию между 90 и 150 градусами западной долготы и южнее 60 градуса южной широты, включая все моря и ледяные поля, Макгенри объявил своими владениями и первоначально назвал её «Ахейская территория Антарктиды»; столица Ахеи была определена в точке с координатами 80 градусов 01 минута северной широты, 119 градусов 31 минута западной долготы и носит название Ахиллес. Своей целью Макгенри назвал обеспечение безопасности на своей территории для исследований и защиты своих владений от неверной эксплуатации другими государствами, а также обеспечение всех условий для будущей колонизации. Для уже существовавших на Ахейской территории научно-исследовательских станций и гражданских учёных Макгенри определил срок в четыре года для окончания исследований; после истечения этого срока они должны будут стать подданными Ахеи. Макгенри изъявил желание разместить собственные исследовательские станции, а также посещать Международную антарктическую конференцию.
В последующие годы Трэвис Макгенри продолжал работать над проектом: объявил[где?] об образовании герцогства и опубликовал[где?] королевскую хартию. В 2004 году Трэвис Макгенри в соответствии со своим «религиозным опытом» поменял название «Ахейская территория Антарктиды» на «Великое княжество Вестарктика». При этом Макгенри объявил себя великим герцогом, придумал новые флаг и гимн и объявил Вестарктику христианским государством. Между июлем и октябрём все старые титулы были отменены и розданы новые титулы для «знати».
Также Трэвис Макгенри пытался расширить деятельность проекта. Так, он направил через посольство США ноту протеста правительству Судана в связи с геноцидом коренного населения в Дарфуре. В ноябре 2004 года Трэвис МакГенри наградил «Благородным орденом Вестарктики» 11 царствующих монархов, а также отправил письма с предложением установить дипломатические отношения с правительствами Тайваня, Латвии и Суверенного военного ордена Мальты.
Вестарктика — самое активное из нескольких виртуальных государств, которые претендуют на территорию Антарктиды. Вестарктикой было основано несколько альянсов виртуальных государств, также она получила пять премий Нортона за качество и достижения микронации в 2005 году.
В феврале 2005 года Вестарктика выдвинула претензии на остров Баллени — с мая 2005 года частично самоуправляемая часть зависимой территории Росса, на которую претендует Новая Зеландия. Месяцем ранее от Люксембурга пришло дружественное письмо в ответ на дипломатическое приветствие-ноту Трэвиса Макгенри.
Также Вестарктика объявила остров Петра I местоположением своего правительства, хотя на этот остров претендует Норвегия. Вестарктика призвала Норвегию вступить в двухсторонние переговоры с ней по поводу статуса острова и создания на нём особого административного режима с двухсторонним контролем.
17 мая 2005 года был заключён договор об официальном признании, взаимодействии и добрососедстве между Вестарктикой и республикой Молоссия, когда бывший великий герцог Трэвис Макгенри посетил военную академию Молоссии в Вашингтоне.
В начале 2006 года Трэвис Макгенри шокировал Вестарктику и мир виртуальных государств своим отречением от престола, которое объяснил необходимостью заниматься семейными делами (по другим данным причиной отречения стало требование военно-морского флота США своему лейтенанту Трэвису Макгенри). Трэвис Макгенри передал власть бывшему маркизу де Меровинги и министру информации Филиппу Карнсу, который стал именовать себя Филиппом I. При новой власти политика Вестарктики не изменилась, хотя новый великий герцог приказал учредить в Вестарктике министерство искусства и новостное агентство.
В 2008 году Филипп Карнс передал власть Джону Лоуренсу Лангеру. В 2010 году основатель Трэвис Макгенри отстранил от власти Джона Лоуренса Лангера и снова возглавил государство; в том же году Вестарктика вступила в Антарктический союз микрогосударств.
Как великий герцог Вестарктики Трэвис Макгенри побывал на MicroCon 2015.
В 2014 году Трэвис Макгенри оформил Вестарктику как некоммерческую организацию и открыл возможность регистрации новых граждан через электронную форму. В настоящее время 300 человек зарегистрировались как граждане Вестарктики. Новые граждане Вестарктики подписываются под заявлением о приверженности «свободе с целью создания нового государства на холодном льду Антарктиды». Выпускается информационный бюллетень. Однако никто из граждан Вестарктики не живёт на заявленной территории виртуального государства в западной Антарктиде, которая по площади почти равна территории Аляски (впрочем, постоянно на этой территории вообще никто не живёт).
По заявлению Трэвиса Макгенри, он надеется в будущем колонизировать территорию Вестарктики и для этой цели планирует продавать деревянные и металлические монеты Вестарктики, а также объявил сбор пожертвований. «Я никогда не был там сам, но мы бы хотели занять эту территорию. Если мы поселим людей на постоянной основе, то у нас будет хорошая база для защиты этого тающего льда» — заявил Трэвис Макгенри в интервью Bloomberg. Помимо заселения на постоянной основе Трэвис Макгенри планирует открыть эту землю для туристов.
Также, по заявлению Трэвиса Макгенри, он создал некоммерческую организацию для защиты местных пингвинов и изучения влияния изменения климата на ледниковый щит Антарктиды. «Это всего лишь пример для других микронаций делать что-то помимо хождения в модных накидках», — заявил он.

## Экономика
В 2005 году был создан банк Вестарктики и выпущены первые почтовые марки. Как и во многих других виртуальных государствах, выпуск почтовых марок является важным источником дохода для бюджета страны. Деятельность государства сводится в основном к изданию коллекционных монет и почтовых марок, а также к продаже дворянских титулов. Заявлено, что заработанные деньги идут на помощь экологии Антарктики, хотя информация о том, на какие именно проекты идут конкретные деньги, не была опубликована. В 2007 году деньги Вестарктики заняли первое место на всемирной ярмарке денег в номинации № 15 («деньги частных организаций после 1960 года»). Монеты Вестарктики не признаны в качестве платёжного инструмента, но теоретически их можно продать коллекционерам за доллары.

## Территория

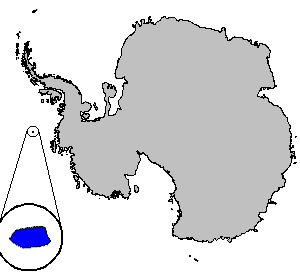
Столица Вестарктики — остров Петра I

Изначально при основании Вестарктика претендовала только на землю Мэри Бэрд, расположенную к югу от 60 градуса южной широты между 90 и 150 градусом западной долготы и выходящую к Южному океану. Это единственная нейтральная территория в Антарктике, на которую не претендует ни одно из официальных государств. В 2005 году Трэвис Макгенри дополнительно выдвинул претензии на остров Петра I, который считает своей территорией Норвегия, и остров Баллени, который считает своей частью Новая Зеландия. Столицей Вестарктики объявлен остров Петра I. Общая площадь Вестарктики составляет 620 000 кв. мл. На земле Мэри Бэрд в 1957 году была основана научная станция имени Бэрда, закрытая в 1972 году. Однако в настоящее время в нескольких минутах ходьбы к востоку действует летний лагерь.

## Гимн
Гимном государства Тревиса Макгенри является «Боже, храни Вестарктику», положенный на мотив «Боже, храни Короля»:

Боже, храни нашего великого герцога
Дай ему сил
Быть простым и сильным

Боже, храни его величественность
Облеки его в благочестии
Заставь всех видеть
Великий герцог долго живет!

Боже, храни Вестарктику
Флору и фауну
Боже, храни нашу землю!

О Господи снизойди до нас.
Благослови нас праведностью
Наложи на всех нас
Свою славную руку.

Оригинальный текст на английском:
God save our Grandest Duke
Give him the power to
Be just and strong

God save His Majesty
Clothe him in piety
Cause everyone to see
The Grand Duke live long

God save Westarctica
Flora and fauna
God save our land

Oh, Lord descend to us
Bless us with righteousness
Lay upon all of us
Your glorious hand